# Rafi Eitan
Rafael "Rafi" Eitan (hebreiska רפי איתן), född 23 november 1926 på kibbutzen Ein Harod nära Gilboa i dåvarande Brittiska Palestinamandatet, död 23 mars 2019 i Tel Aviv, var en israelisk Mossad-agent som bland annat medverkade i operationen att kidnappa krigsförbrytaren Adolf Eichmann i Argentina 1960 för att ställa denne inför rätta i Israel. Eitan blev senare partiledare för det israeliska pensionärspartiet Gil, Gimla'ey Yisrael LaKneset.
Eitan tjänstgjorde som premiärminister Menachem Begins rådgivare i terroristfrågor och 1981 utnämndes han till chef för "Byrån för vetenskapliga relationer" som egentligen var en underrättelseorganisation. Jonathan Pollard-affären 1985 ledde till Eitans fall och byråns avveckling. Mer lyckosam var han som VD för regeringens kemiföretag 1985-1993. Därefter blev Eitan privat företagare, känd för flera storskaliga jordbruks- och byggnadsprojekt på Kuba.
År 2006 accepterade han att toppa Gils valsedel i det israeliska parlamentsvalet.